# Можи-Мирин (микрорегион)

Можи-Мирин на карте.

Можи-Мирин (порт. Microrregião de Mogi-Mirim) — микрорегион в Бразилии, входит в штат Сан-Паулу. Составная часть мезорегиона Кампинас. 
Население составляет 	382 879	 человек (на 2010 год). Площадь — 	2 345,121	 км². Плотность населения — 	163,27	 чел./км².

## Демография
Согласно сведениям, собранным в ходе переписи 2010 г. Национальным институтом географии и статистики (IBGE), население микрорегиона составляет:						
| Полное население                             | Полное население                             | Полное население                             | Полное население                             | 382 879 |
| -------------------------------------------- | -------------------------------------------- | -------------------------------------------- | -------------------------------------------- | ------- |
| в том числе:                                 | Городское население                          | 353 157                                      | Процент городского населения, %              | 92,24   |
|                                              | Сельское население                           | 29 722                                       | Процент сельского населения, %               | 7,76    |
|                                              | Мужское население                            | 190 435                                      | Процент мужского населения, %                | 49,74   |
|                                              | Женское население                            | 192 444                                      | Процент женского населения, %                | 50,26   |
| Плотность населения, чел/км²                 | Плотность населения, чел/км²                 | Плотность населения, чел/км²                 | Плотность населения, чел/км²                 | 163,27  |
| Население микрорегиона в % к населению штата | Население микрорегиона в % к населению штата | Население микрорегиона в % к населению штата | Население микрорегиона в % к населению штата | 0,93    |

## Статистика
- Валовой внутренний продукт на 2003 составляет 5 695 464 385,00 реалов (данные: Бразильский институт географии и статистики).
- Валовой внутренний продукт на душу населения на 2003 составляет 15 462,90 реалов (данные: Бразильский институт географии и статистики).
- Индекс развития человеческого потенциала на 2000 составляет 0,808 (данные: Программа развития ООН).

## Состав микрорегиона
В составе микрорегиона включены следующие муниципалитеты:
1. Артур-Ногейра
2. Энженьейру-Куэлью
3. Эстива-Жерби
4. Итапира
5. Можи-Гуасу
6. Можи-Мирин
7. Санту-Антониу-ди-Поси